# Kari Puisto
Kari Bertil Puisto (* 25. August 1945 in Karvia) ist ein ehemaliger finnischer Radrennfahrer und nationaler Meister im Radsport.

## Sportliche Laufbahn
Puisto war Teilnehmer der Olympischen Sommerspiele 1980 in Moskau. Im olympischen Straßenrennen wurde er als 24. klassiert. Im Mannschaftszeitfahren belegte Finnland mit Kari Puisto, Harry Hannus, Patrick Wackström und Sixten Wackström den 7. Rang.
1975 gewann er die finnische Meisterschaft im Straßenrennen, 1976 konnte er den Titel verteidigen.
Im Bahnradsport gewann er 1973 den nationalen Titel im Zweier-Mannschaftsfahren. 1979 wurde er Meister in der Mannschaftsverfolgung.
Puisto war auch im Querfeldeinrennen (heutige Bezeichnung Cyclosport) erfolgreich. Er gewann die finnische Meisterschaft in dieser Disziplin 1982 sowie 1984 bis 1987. In der Internationalen Friedensfahrt wurde er 1979 24. der Gesamtwertung. Puisto startete für den Verein Tampereen Sisu.

## Berufliches
Kari Puisto war von 1994 bis 2000 Trainer der finnischen Radsport-Nationalmannschaft der Frauen.